# Форстер, Альберт
Альберт Мария Форстер (нем. Albert Maria Forster, 26 июля 1902 года, Фюрт, — 28 февраля 1952 года, Варшава), партийный деятель НСДАП, депутат Рейхстага, гауляйтер Данцига (15 октября 1930 года — 26 октября 1939 года), гауляйтер и рейхсштатгальтер рейхсгау Данциг — Западная Пруссия (26 октября 1939 года — 8 мая 1945 года), обергруппенфюрер СС (31 декабря 1941 года), член Штаба рейхсфюрера СС.

## Происхождение, образование и профессиональная деятельность
Альберт Форстер был младшим из 6 детей в семье начальника тюрьмы Фюрта. С 1908 по 1912 год посещал народную школу, а затем Гуманитарную гимназию Фюрта (Heinrich-Schliemann-Gymnasium Fürth), которую закончил в 1920 году, получив среднее образование. До 1922 года Форстер изучал торговое дело, а затем в 1922-1926 годах служил в банкирском доме Брюкнера в Фюрте.

## Политическая деятельность во Франконии
7 ноября 1923 года Форстер вступил в НСДАП и СА. Во время запрета НСДАП 30 июня 1924 года был уволен по политическим мотивам из банкирского дома Брюкнера. Затем Форстер работал специалистом по рекламе в антисемитской еженедельной газете «Дер Штюрмер» («Der Stürmer») Юлиуса Штрайхера.
1 августа 1924 года вступил в Великогерманское национальное объединение («Großdeutsche Volksgemeinschaft») — одну из организаций нацистов периода запрета НСДАП. С 1 августа 1924 по 16 февраля 1925 года Форстер руководил фюртским отделением объединения. После воссоздания НСДАП на основе своего отделения 26 февраля 1925 года он создал местную группу НСДАП. В феврале 1925 года впервые встретился с Гитлером в Мюнхене. 5 марта 1925 года вступил в воссозданную НСДАП при сохранении своего старого членского номера (партбилет № 1924). 12 июня 1926 года Форстер вступил в СС (билет № 158); в 1926-1927 годах был руководителем основанной им группы СС в Нюрнберге-Фюрте. С 1928 года был районным руководителем НСДАП в районе Центральная Франкония. 22 февраля 1928 года поступил на работу в финансовую службу Германского национального торгового союза взаимопомощи («Deutschnationaler Handlungsgehilfen-Verband»; DHV) в Нюрнберге. В декабре 1929 года перевёлся в Гамбург и в апреле 1930 года стал районным коммерческим директором DHV в районе «Нижняя Эльба».

## Гауляйтер Данцига
14 сентября 1930 года Форстер был избран депутатом Рейхстага от Франконии (с 7 июля 1940 года — от Данцига). 15 октября 1930 был назначен гауляйтером Данцига, который тогда был «вольным городом» под управлением Лиги Наций и не входил в состав Германии. 1 ноября 1930 года основал в Данциге партийную газету «Данцигский наблюдатель» («Danziger Beobachter»), издателем которого он также стал. Позднее газета была переименована в «Форпост» («Der Vorposten»), а с 1 июня 1933 года она стала называться «Данцигский форпост» («Der Danziger Vorposten»). Окружное командование располагалось в доме Форстера в Новой ратуше.
После прихода в начале 1933 года Гитлера к власти 10 мая 1933 года Форстер был назначен руководителем Объединения торговых служащих (Leiter der Fachschaft der Handlungsgehilfen) и руководителем Объединения немецких служащих (Führer des Gesamtverbandes der Deutschen Angestellten) в Германском трудовом фронте (DAF). Кроме того, он стал членом Большого и малого совета Германского трудового фронта. 11 июля 1933 года он стал членом Прусского государственного совета, с 15 января 1935 года — членом Наблюдательного совета Германского рабочего банка (Bank der Deutschen Arbeit AG).
9 мая 1934 года Форстер женился на Гертруде Дец (Gertrud Deetz). Местом бракосочетания была Имперская канцелярия в Берлине, Гитлер и его заместитель Рудольф Гесс выступили в качестве свидетелей акта бракосочетания и приняли участие в свадебных торжествах.
В Данциге Форстер вёл внутрипартийную конкурентную борьбу против своего заместителя Артура Грейзера, который был президентом Сената Свободного города Данциг и главой правительства Данцига.
23 августа 1939 года он был избран «государственным руководителем» («Staatsführer») Свободного города Данциг и таким образом на непродолжительное время стал формальным главой государства. 1 сентября 1939 года одновременно с начавшимся нападением Германии на Польшу Форстер подписал «Закон о воссоединении Данцига с Великогерманским рейхом» («Gesetz der Wiedervereinigung Danzigs mit dem Großdeutschen Reich»), в соответствии с которым упразднялась должность главы данцигского государства. Присоединение Данцига к Третьему рейху в тот же день было оформлено соответствующим законом, принятым на заседании Рейхстага в Берлине.

## Гауляйтер и рейхсштатгальтер Данцига — Западной Пруссии
После начала Второй мировой войны 1 сентября 1939 года Форстер был назначен начальником германского гражданского управления («Chef der Zivilverwaltung») Данцигской областью. 26 октября 1939 года из Данцига и Данцигской области, а также некоторых присоединённых территорий разгромленной Польши А. Гитлером было образовано рейхсгау «Данциг — Западная Пруссия» («Danzig — Westpreußen»). Тогда же Форстер был назначен гауляйтером, рейхсштатгальтером (имперским наместником) и имперским комиссаром обороны XX-го военного округа (с 16 ноября 1942 года — Западной Пруссии).

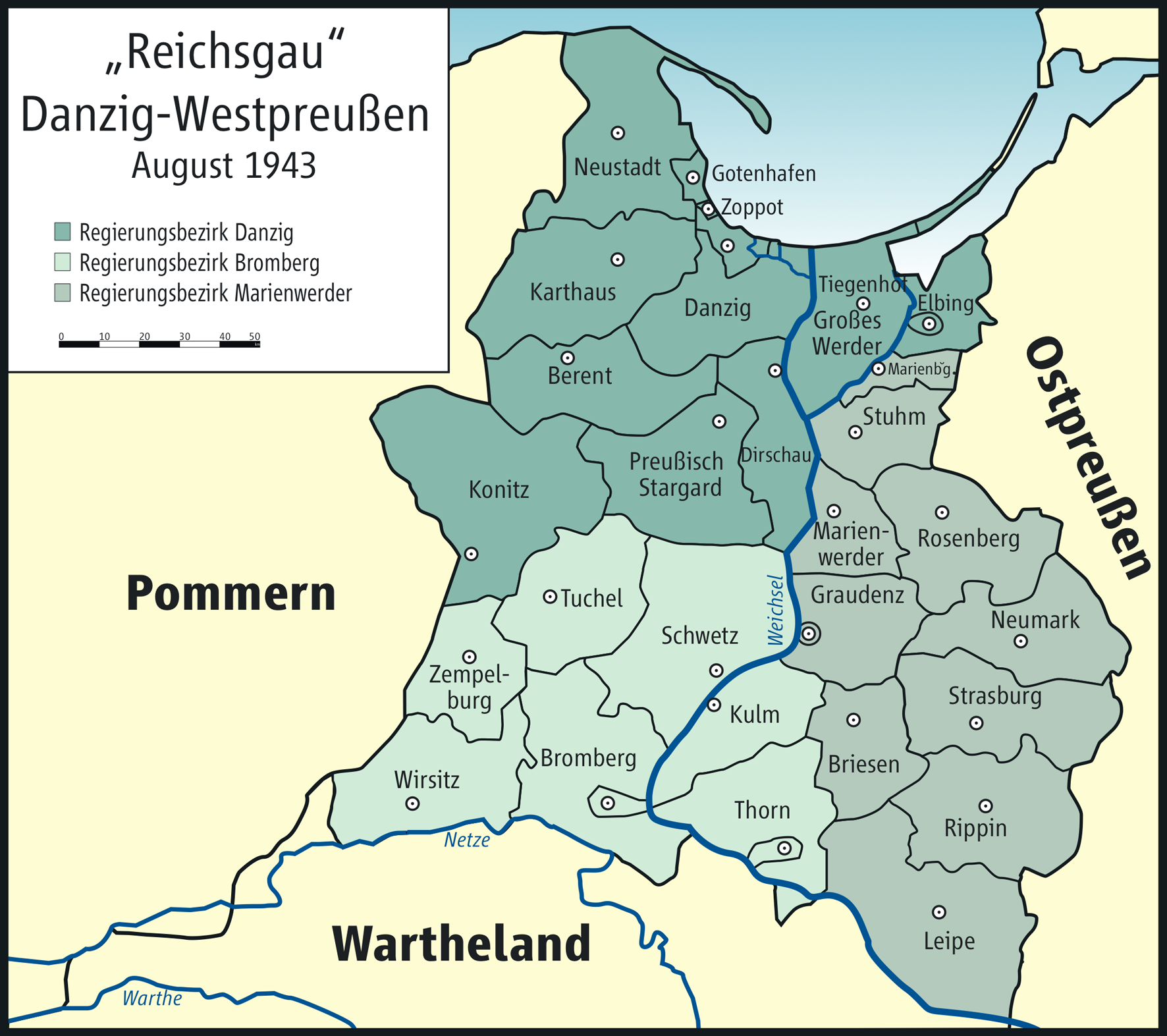
Рейхсгау Данциг-Западная Пруссия в 1943 году.

Уже после прихода НСДАП к власти в 1933 году Форстер начал активно проводить нацификацию Данцига и являлся инициатором принятия антипольских и антиеврейских мер в вольном городе. После разгрома  Польши и создания рейхсгау Данциг — Западная Пруссия он был одним из организаторов «германизации» Данцига и оккупированных польских территорий, массовых репрессий в отношении польской интеллигенции и евреев, изгнания поляков из рейхсгау в Генерал-губернаторство и депортации евреев в концентрационные лагеря.
Подход Альберта Форстера к «германизации Польши» весьма отличался от методов его «коллеги», Артура Грейзера. Для Грейзера «германизировать» — означало согнать поляков с их мест проживания (фактически в чистое поле), отобрав их имущество, и заселить освободившиеся дома этническими немцами. Для Форстера «германизировать» — означало просто объявить полякам, что отныне они — немцы. При этом создавались организации, аналогичные немецким, как например, «Гитлерюгенд». Грейзер был взбешен таким подходом к реализации «расовой теории» и писал письма Гиммлеру с жалобами на Форстера. Гиммлер же, в свою очередь, просил фюрера вмешаться в процесс «германизации», проводимой Форстером. Когда Форстеру сообщили о назревающем скандале, он только усмехнулся, сказав: «Если бы я обладал внешностью Гиммлера, я бы не стал столь рьяно защищать расовую теорию». Альберт Форстер знал наверняка, что фюрер не будет вмешиваться в дела своего гауляйтера. И действительно, фюрер вмешиваться не стал, предоставив Форстеру самому решать национальные вопросы по своему усмотрению.
В конце Второй мировой войны 25 сентября 1944 года Форстер был назначен организатором и руководителем «Германского Фольксштурма» («Deutschen Volkssturms») в гау «Данциг — Западная Пруссия». После того как советские войска вошли на территорию гау, он организовал эвакуацию немецкого населения на запад. После захвата Советской армией Западной Пруссии Форстер с остатками своего штаба бежал на полуостров Хела (Halbinsel Hela) в Данцигской бухте, а 4 мая 1945 года отправился на пароходе в Грёмиц в Любекском заливе.

## Арест, суд и казнь
27 мая 1945 года Форстер был арестован в Гамбурге британскими оккупационными властями, которые 12 августа 1946 года передали его польским властям. На процессе, который проходил с 5 по 29 апреля 1948 года в Гданьске (бывшем Данциге), Форстер был обвинён в «массовых убийствах лиц из числа польской интеллигенции и лиц еврейского происхождения, в преследованиях и жестоком обращении с польским населением, присвоении польского общественного и частного имущества». 29 апреля 1948 года приговорен Верховным национальным трибуналом, состоявшимся в Гданьске, к смертной казни через повешение. По ходатайствам о помиловании, которые Форстер подавал в суд, президенту Польши и известным личностям Западной Европы, казнь Форстера постоянно откладывалась. В конце концов, 28 февраля 1952 года он был перевезён из Гданьска в Варшаву и повешен в тот же день во дворе центральной тюрьмы.

## Награды
- Шеврон старого бойца
- Данцигский крест 1-го класса
- Крест военных заслуг 1-й степени с мечами (05.10.1940)
- Крест военных заслуг 2-й степени с мечами
- Золотой партийный знак НСДАП
- Медаль За выслугу лет в НСДАП в бронзе и серебре
- Кольцо «Мёртвая голова» (1939)
- Почетная сабля рейхсфюрера СС